# Robert Charlebois

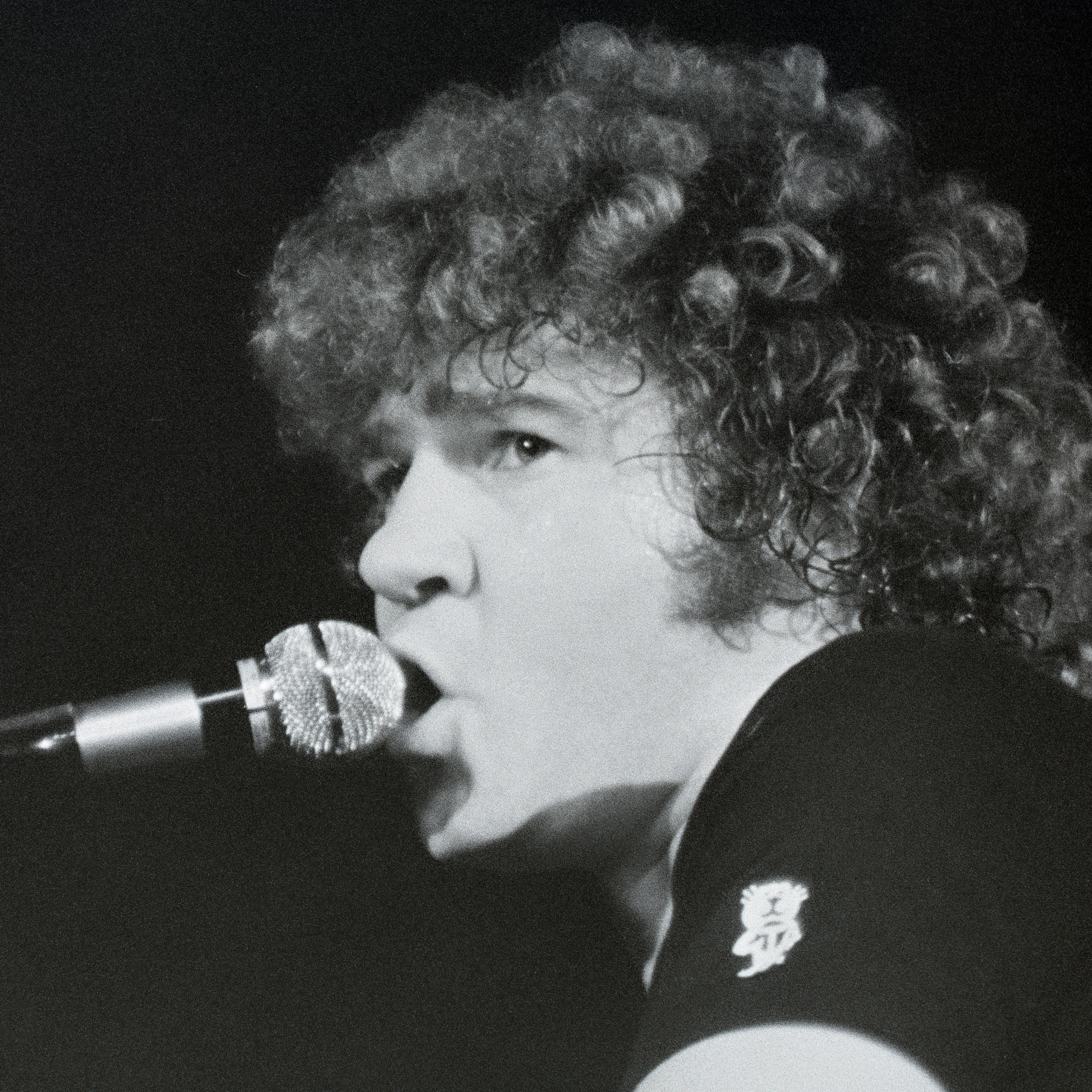
Robert Charlebois in Montreal (1972)

Robert Charlebois, OC, OQ (* 25. Juni 1944 in Montreal) ist ein kanadischer Musiker und Sänger, der auch als Autor, Komponist und Schauspieler in Erscheinung getreten ist.
Im Jahr 2012 wurde er zum Ehrenmitglied der Royal Society of Canada gewählt. Er ist einer der erfolgreichsten franko-kanadischen Popmusiker seit den 1970er Jahren und auch im französischen Sprachraum außerhalb Kanadas bekannt. Viele seiner Lieder sind in Joual, der französischen Mundart Montreals. Zu seinen bekanntesten Liedern gehören Je reviendrai à Montréal und Lindberg.

## Diskografie (Auswahl)
- 1965: Volume 1
- 1966: Volume 2
- 1967: Demain l’hiver ...

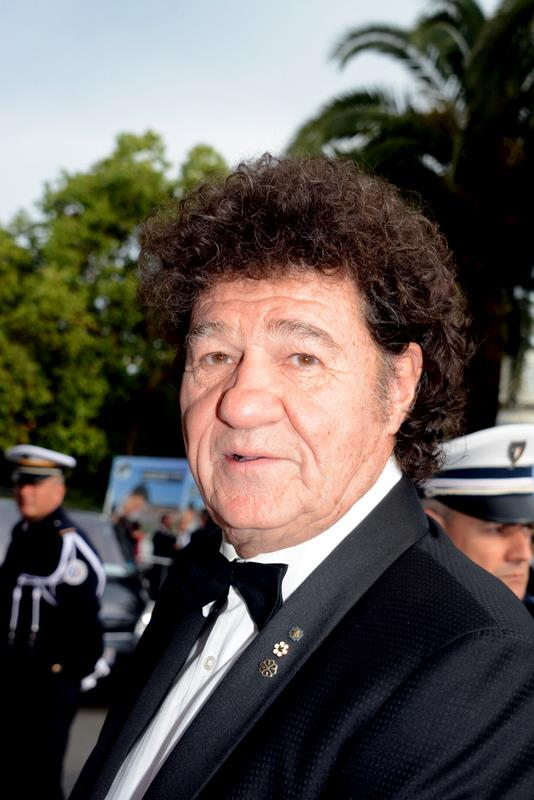
Robert Charlebois (2014)

- 1968: Lindberg (mit Louise Forestier)
- 1969: Québec Love
- 1971: Un gars ben ordinaire
- 1971: Le Mont Athos
- 1972: Fu Man Chu
- 1973: Solidaritude
- 1974: Je rêve à Rio
- 1976: 1 fois 5 (CA: Platin)
- 1976: Longue Distance (CA: Gold)
- 1977: Swing Charlebois Swing (mit Frank Zappa)
- 1979: Solide
- 1981: Heureux en amour?
- 1983: J’t’aime comme un fou
- 1985: Super Position
- 1988: Dense
- 1992: Immensément
- 1996: Le Chanteur masqué
- 2001: Doux Sauvage
- 2010: Tout est bien
- 2021: Charlebois à Ducharme

## Auszeichnungen für Musikverkäufe
| Goldene Schallplatte - Frankreich - 1991: für das Album Le Meilleur De Charlebois |

| Land/RegionAuszeichnungen für Musikverkäufe (Land/Region, Auszeichnungen, Verkäufe, Quellen) | Gold     | Platin  | Verkäufe | Quellen         |
| -------------------------------------------------------------------------------------------- | -------- | ------- | -------- | --------------- |
| Frankreich (SNEP)                                                                            | Gold1    | —       | 100.000  | infodisc.fr     |
| Kanada (MC)                                                                                  | Gold1    | Platin1 | 150.000  | musiccanada.com |
| Insgesamt                                                                                    | 2× Gold2 | Platin1 |          |                 |

## Filmografie (Auswahl)
- 1967: Zwischen den Welten (Entre la mer et l’eau douce)
- 1975: Die Entfesselten (L’agression)
- 1975: Nobody ist der Größte (Un genio, due compari, un pollo)
- 1986: Die tödliche Grenze (Les longs manteaux) – Regie: Gilles Béhat
- 1986: Sauve-toi, Lola – Regie: Michel Drach
- 2000: On n’est pas là pour s’aimer (TV-Film) – Regie: Daniel Janneau
- 2012: Und nebenbei das große Glück (Un bonheur n’arrive jamais seul)
- 2013: Gabrielle – (K)eine ganz normale Liebe (Gabrielle) – Regie: Louise Archambault